# Lijst van records en statistieken van PEC Zwolle
Hieronder staan de meeste uiteenlopende statistieken en records van de Nederlandse voetbalclub PEC Zwolle vermeld.

## Statistieken

### Nationaal

#### Betaald voetbal

##### Eredivisie
| Eredivisie statistieken                | Eredivisie statistieken                | Eredivisie statistieken |
| -------------------------------------- | -------------------------------------- | --- |
| Beste klassering                       | Beste klassering                       | 6e (2014/15) |
| Slechtste klassering                   | Slechtste klassering                   | 18e (1984/85), (2003/04), (2021/22) |
| Meeste doelpunten voor in één seizoen  | Meeste doelpunten voor in één seizoen  | 61 (1986/87) |
| Minste doelpunten voor in één seizoen  | Minste doelpunten voor in één seizoen  | 26 (2021/22) |
| Meeste doelpunten tegen in één seizoen | Meeste doelpunten tegen in één seizoen | 86 (1984/85) |
| Minste doelpunten tegen in één seizoen | Minste doelpunten tegen in één seizoen | 40 (2014/15) |
| Grootste overwinning                   | Thuis                                  | PEC Zwolle – ADO Den Haag (6 – 1; 2013/14) PEC Zwolle – SC Cambuur (6 – 1; 2014/15) PEC Zwolle '82 – Roda JC (5 – 0; 1982/83) PEC Zwolle – Fortuna Sittard (5 – 0; 2018/19) |
| Grootste overwinning                   | Uit                                    | Excelsior – PEC Zwolle (0 – 5; 2014/15) Roda JC Kerkrade – PEC Zwolle (0 – 5; 2015/16)                                                                                      |
| Grootste nederlaag                     | Thuis                                  | PEC Zwolle '82 – PSV (0 – 6; 1987/88) PEC Zwolle – PSV (1 – 7; 2023/24) |
| Grootste nederlaag                     | Uit                                    | Feyenoord – FC Zwolle (7 – 1; 2003/04) AZ – PEC Zwolle (6 – 0; 2017/18) |
| Meest doelpuntrijke wedstrijd          | Meest doelpuntrijke wedstrijd          | Feyenoord – PEC Zwolle (5 – 5; 1981/82) Roda JC – PEC Zwolle '82 (7 – 3; 1983/84) NAC Breda – PEC Zwolle '82 (7 – 3; 1984/85) AFC Ajax – PEC Zwolle '82 (6 – 4; 1987/88)    |

| Eredivisie cijfers                 | Eredivisie cijfers | Eredivisie cijfers | Eredivisie cijfers | Eredivisie cijfers | Eredivisie cijfers | Eredivisie cijfers | Eredivisie cijfers | Eredivisie cijfers |
| Wedstrijden                        | Gewonnen           | Gelijk             | Verloren           | Punten             | Doelpunten voor    | Doelpunten tegen   | Seizoenen          |                    |
| ---------------------------------- | ------------------ | ------------------ | ------------------ | ------------------ | ------------------ | ------------------ | ------------------ | ------------------ |
| 808                                | 222                | 217                | 369                | 883                | 1020               | 1388               | 24                 |                    |
| Bijgewerkt tot en met 22 mei 2025. |                    |                    |                    |                    |                    |                    |                    |                    |

| Eredivisie play-offs cijfers       | Eredivisie play-offs cijfers | Eredivisie play-offs cijfers | Eredivisie play-offs cijfers | Eredivisie play-offs cijfers | Eredivisie play-offs cijfers | Eredivisie play-offs cijfers | Eredivisie play-offs cijfers | Eredivisie play-offs cijfers |
| Wedstrijden                        | Gewonnen                     | Gelijk                       | Verloren                     | Punten                       | Doelpunten voor              | Doelpunten tegen             | Seizoenen                    |                              |
| ---------------------------------- | ---------------------------- | ---------------------------- | ---------------------------- | ---------------------------- | ---------------------------- | ---------------------------- | ---------------------------- | ---------------------------- |
| 4                                  | 0                            | 2                            | 2                            | 1                            | 4                            | 8                            | 2                            |                              |
| Bijgewerkt tot en met 23 mei 2015. |                              |                              |                              |                              |                              |                              |                              |                              |

##### Eerste divisie
| Eerste divisie statistieken            | Eerste divisie statistieken            | Eerste divisie statistieken |
| -------------------------------------- | -------------------------------------- | --- |
| Beste klassering                       | Beste klassering                       | 1e (1977/78), (2001/02), (2011/12) |
| Slechtste klassering                   | Slechtste klassering                   | 17e (1991/92) |
| Meeste doelpunten voor in één seizoen  | Meeste doelpunten voor in één seizoen  | 99 (2022/23) |
| Minste doelpunten voor in één seizoen  | Minste doelpunten voor in één seizoen  | 34 (1989/90) |
| Meeste doelpunten tegen in één seizoen | Meeste doelpunten tegen in één seizoen | 64 (1991/92) |
| Minste doelpunten tegen in één seizoen | Minste doelpunten tegen in één seizoen | 26 (1976/77) |
| Grootste overwinning                   | Thuis                                  | PEC Zwolle – FC Den Bosch (13 – 0; 2022/23) |
| Grootste overwinning                   | Uit                                    | FC Volendam – FC Zwolle (1 – 6; 1999/00) SC Cambuur – PEC Zwolle (0 – 5; 1977/78) Heracles Almelo – FC Zwolle (0 – 5; 1998/99) Telstar – PEC Zwolle (0 – 5; 2022/23) TOP Oss – PEC Zwolle (0 – 5; 2022/23) |
| Grootste nederlaag                     | Thuis                                  | FC Zwolle – SBV Excelsior (0 – 5; 2005/06) |
| Grootste nederlaag                     | Uit                                    | Fortuna SC – PEC Zwolle (9 – 0; 1971/72) |
| Meest doelpuntrijke wedstrijd          | Meest doelpuntrijke wedstrijd          | FC Zwolle – Telstar (7 – 3; 2011/12) |

| Eerste divisie cijfers             | Eerste divisie cijfers | Eerste divisie cijfers | Eerste divisie cijfers | Eerste divisie cijfers | Eerste divisie cijfers | Eerste divisie cijfers | Eerste divisie cijfers | Eerste divisie cijfers |
| Wedstrijden                        | Gewonnen               | Gelijk                 | Verloren               | Punten                 | Doelpunten voor        | Doelpunten tegen       | Seizoenen              |                        |
| ---------------------------------- | ---------------------- | ---------------------- | ---------------------- | ---------------------- | ---------------------- | ---------------------- | ---------------------- | ---------------------- |
| 1076                               | 497                    | 294                    | 285                    | 1785                   | 1807                   | 1288                   | 30                     |                        |
| Bijgewerkt tot en met 25 mei 2023. |                        |                        |                        |                        |                        |                        |                        |                        |

##### Tweede divisie
| Tweede divisie statistieken            | Tweede divisie statistieken            | Tweede divisie statistieken |
| -------------------------------------- | -------------------------------------- | --- |
| Beste klassering                       | Beste klassering                       | 2e (1970/71) |
| Slechtste klassering                   | Slechtste klassering                   | 18e (1968/69) |
| Meeste doelpunten voor in één seizoen  | Meeste doelpunten voor in één seizoen  | 82 (1966/67) |
| Minste doelpunten voor in één seizoen  | Minste doelpunten voor in één seizoen  | 35 (1959/60) |
| Meeste doelpunten tegen in één seizoen | Meeste doelpunten tegen in één seizoen | 87 (1962/63) |
| Minste doelpunten tegen in één seizoen | Minste doelpunten tegen in één seizoen | 35 (1965/66) |
| Grootste overwinning                   | Thuis                                  | PEC Zwolle – VV De Valk (8 – 0; 1960/61) |
| Grootste overwinning                   | Uit                                    | Be Quick – PEC Zwolle (3 – 6; 1957/58) 't Gooi – PEC Zwolle (0 – 3; 1963/64) Tubantia – PEC Zwolle (0 – 3; 1966/67) EDO – PEC Zwolle (0 – 3; 1966/67) AGOVV – PEC Zwolle (0 – 3; 1967/68) |
| Grootste nederlaag                     | Thuis                                  | PEC Zwolle – Enschedese Boys (0 – 5; 1958/59) PEC Zwolle – Velocitas 1897 (0 – 5; 1959/60) PEC Zwolle – Velox (0 – 5; 1961/62)                                                            |
| Grootste nederlaag                     | Uit                                    | VV Leeuwarden – PEC Zwolle (9 – 0; 1956/57) |
| Meest doelpuntrijke wedstrijd          | Meest doelpuntrijke wedstrijd          | PEC Zwolle – Oosterparkers (9 – 3; 1956/57) |

| Tweede divisie cijfers             | Tweede divisie cijfers | Tweede divisie cijfers | Tweede divisie cijfers | Tweede divisie cijfers   | Tweede divisie cijfers | Tweede divisie cijfers | Tweede divisie cijfers | Tweede divisie cijfers |
| Wedstrijden                        | Gewonnen               | Gelijk                 | Verloren               | Punten (2 puntensysteem) | Doelpunten voor        | Doelpunten tegen       | Seizoenen              |                        |
| ---------------------------------- | ---------------------- | ---------------------- | ---------------------- | ------------------------ | ---------------------- | ---------------------- | ---------------------- | ---------------------- |
| 468                                | 167                    | 87                     | 214                    | 588 (421)                | 766                    | 927                    | 15                     |                        |
| Bijgewerkt tot en met 8 juli 2012. |                        |                        |                        |                          |                        |                        |                        |                        |

##### Eerste klasse
| Eerste klasse statistieken             | Eerste klasse statistieken             | Eerste klasse statistieken                                          |
| -------------------------------------- | -------------------------------------- | ------------------------------------------------------------------- |
| Beste klassering                       | Beste klassering                       | 11e (1955/56)                                                       |
| Slechtste klassering                   | Slechtste klassering                   | 11e (1955/56)                                                       |
| Meeste doelpunten voor in één seizoen  | Meeste doelpunten voor in één seizoen  | 54 (1955/56)                                                        |
| Meeste doelpunten tegen in één seizoen | Meeste doelpunten tegen in één seizoen | 68 (1955/56)                                                        |
| Grootste overwinning                   | Thuis                                  | PEC – De Valk (8 – 0; 1955/56)                                      |
| Grootste overwinning                   | Uit                                    | VV De Valk – PEC (2 – 4; 1955/56) Heerenveen – PEC (1 – 3; 1955/56) |
| Grootste nederlaag                     | Thuis                                  | PEC – AGOVV (2 – 8; 1955/56)                                        |
| Grootste nederlaag                     | Uit                                    | SC Veendam – PEC (6 – 2; 1955/56)                                   |
| Meest doelpuntrijke wedstrijd          | Meest doelpuntrijke wedstrijd          | PEC – AGOVV (2 – 8; 1955/56)                                        |

| Eerste klasse cijfers                   | Eerste klasse cijfers | Eerste klasse cijfers | Eerste klasse cijfers | Eerste klasse cijfers    | Eerste klasse cijfers | Eerste klasse cijfers | Eerste klasse cijfers | Eerste klasse cijfers |
| Wedstrijden                             | Gewonnen              | Gelijk                | Verloren              | Punten (2 puntensysteem) | Doelpunten voor       | Doelpunten tegen      | Seizoenen             |                       |
| --------------------------------------- | --------------------- | --------------------- | --------------------- | ------------------------ | --------------------- | --------------------- | --------------------- | --------------------- |
| 26                                      | 9                     | 3                     | 14                    | 30 (21)                  | 54                    | 68                    | 1                     |                       |
| Bijgewerkt tot en met 28 december 2014. |                       |                       |                       |                          |                       |                       |                       |                       |

##### Totaal
| Totaal cijfers                             | Totaal cijfers | Totaal cijfers | Totaal cijfers | Totaal cijfers | Totaal cijfers  | Totaal cijfers   | Totaal cijfers | Totaal cijfers | Totaal cijfers | Totaal cijfers |
| Wedstrijden                                | Gewonnen       | Gelijk         | Verloren       | Punten         | Doelpunten voor | Doelpunten tegen | Seizoenen      |                |                |                |
| ------------------------------------------ | -------------- | -------------- | -------------- | -------------- | --------------- | ---------------- | -------------- | -------------- | -------------- | -------------- |
| 2378                                       | 895            | 601            | 882            | 3259           | 3647            | 3381             | 70             |                |                |                |
| Bijgewerkt tot en met het seizoen 2024/25. |                |                |                |                |                 |                  |                |                |                |                |

#### Amateur voetbal

##### Eerste klasse
| Eerste klasse statistieken             | Eerste klasse statistieken             | Eerste klasse statistieken |
| -------------------------------------- | -------------------------------------- | --- |
| Beste klassering                       | Beste klassering                       | 2e (1930/31), (1932/33) |
| Slechtste klassering                   | Slechtste klassering                   | 11e (1945/46) |
| Meeste doelpunten voor in één seizoen  | Meeste doelpunten voor in één seizoen  | 53 (1930/31) |
| Minste doelpunten voor in één seizoen  | Minste doelpunten voor in één seizoen  | 18 (1943/44) |
| Meeste doelpunten tegen in één seizoen | Meeste doelpunten tegen in één seizoen | 59 (1929/30), (1945/46) |
| Minste doelpunten tegen in één seizoen | Minste doelpunten tegen in één seizoen | 26 (1932/33) |
| Grootste overwinning                   | Thuis                                  | PEC – Hengelo (9 – 1; 1933/34) |
| Grootste overwinning                   | Uit                                    | Vitesse – PEC (0 – 7; 1930/31) |
| Grootste nederlaag                     | Thuis                                  | PEC – NCV & AV Quick (1 – 6; 1932/33) PEC – AGOVV (1 – 6; 1932/33) PEC – Heracles (0 – 5; 1933/34) PEC – Sportclub Enschede (0 – 5; 1933/34) |
| Grootste nederlaag                     | Uit                                    | Be Quick – PEC (11 – 1; 1945/46) |
| Meest doelpuntrijke wedstrijd          | Meest doelpuntrijke wedstrijd          | PEC – AGOVV (5 – 8; 1929/30) |

| Eerste klasse cijfers | Eerste klasse cijfers | Eerste klasse cijfers | Eerste klasse cijfers | Eerste klasse cijfers    | Eerste klasse cijfers | Eerste klasse cijfers | Eerste klasse cijfers | Eerste klasse cijfers |
| Wedstrijden           | Gewonnen              | Gelijk                | Verloren              | Punten (2 puntensysteem) | Doelpunten voor       | Doelpunten tegen      | Seizoenen             |                       |
| --------------------- | --------------------- | --------------------- | --------------------- | ------------------------ | --------------------- | --------------------- | --------------------- | --------------------- |
| 236                   | 85                    | 32                    | 119                   | 287 (202)                | 460                   | 547                   | 13                    |                       |

##### Tweede klasse
| Tweede klasse statistieken             | Tweede klasse statistieken             | Tweede klasse statistieken                                          |
| -------------------------------------- | -------------------------------------- | ------------------------------------------------------------------- |
| Beste klassering                       | Beste klassering                       | 1e (1916/17), (1928/29), (1940/41), (1947/48), (1951/52), (1954/55) |
| Slechtste klassering                   | Slechtste klassering                   | 8e (1926/27)                                                        |
| Meeste doelpunten voor in één seizoen  | Meeste doelpunten voor in één seizoen  | 70 (1954/55)                                                        |
| Minste doelpunten voor in één seizoen  | Minste doelpunten voor in één seizoen  | 12 (1914/15)                                                        |
| Meeste doelpunten tegen in één seizoen | Meeste doelpunten tegen in één seizoen | 47 (1952/53)                                                        |
| Minste doelpunten tegen in één seizoen | Minste doelpunten tegen in één seizoen | 5 (1916/17)                                                         |
| Grootste overwinning                   | Thuis                                  | PEC – SV Orion (10 – 0; 1940/41) PEC – VV KHC (10 – 0; 1940/41)     |
| Grootste overwinning                   | Uit                                    | DVV Sallandia – PEC (0 – 9; 1953/54)                                |
| Grootste nederlaag                     | Thuis                                  | PEC – H.V.C. (2 – 7; 1912/13) PEC – VV KHC (2 – 7; 1928/29)         |
| Grootste nederlaag                     | Uit                                    | AFC Quick 1890 – PEC (9 – 0; 1911/12)                               |
| Meest doelpuntrijke wedstrijd          | Meest doelpuntrijke wedstrijd          | PEC – Geel-Zwart (10 – 4; 1927/28)                                  |

| Tweede klasse cijfers | Tweede klasse cijfers | Tweede klasse cijfers | Tweede klasse cijfers | Tweede klasse cijfers    | Tweede klasse cijfers | Tweede klasse cijfers | Tweede klasse cijfers | Tweede klasse cijfers |
| Wedstrijden           | Gewonnen              | Gelijk                | Verloren              | Punten (2 puntensysteem) | Doelpunten voor       | Doelpunten tegen      | Seizoenen             |                       |
| --------------------- | --------------------- | --------------------- | --------------------- | ------------------------ | --------------------- | --------------------- | --------------------- | --------------------- |
| 492                   | 271                   | 86                    | 135                   | 899 (627)                | 1088                  | 687                   | 30                    |                       |

##### Noodcompetitie
| Noodcompetitie statistieken            | Noodcompetitie statistieken            | Noodcompetitie statistieken          |
| -------------------------------------- | -------------------------------------- | ------------------------------------ |
| Beste klassering                       | Beste klassering                       | 3e (1939/40)                         |
| Slechtste klassering                   | Slechtste klassering                   | –                                    |
| Meeste doelpunten voor in één seizoen  | Meeste doelpunten voor in één seizoen  | 70 (1939/40)                         |
| Minste doelpunten voor in één seizoen  | Minste doelpunten voor in één seizoen  | –                                    |
| Meeste doelpunten tegen in één seizoen | Meeste doelpunten tegen in één seizoen | 47 (1939/40)                         |
| Minste doelpunten tegen in één seizoen | Minste doelpunten tegen in één seizoen | –                                    |
| Grootste overwinning                   | Thuis                                  | PEC – Sportclub (8 – 0; 1939/40)     |
| Grootste overwinning                   | Uit                                    | ZAC – PEC (1 – 6; 1939/40)           |
| Grootste nederlaag                     | Thuis                                  | PEC – Zwolsche Boys (1 – 4; 1939/40) |
| Grootste nederlaag                     | Uit                                    | VV Hattem – PEC (4 – 1; 1939/40)     |
| Meest doelpuntrijke wedstrijd          | Meest doelpuntrijke wedstrijd          | PEC – Sportclub (8 – 0; 1939/40)     |

| Noodcompetitie cijfers | Noodcompetitie cijfers | Noodcompetitie cijfers | Noodcompetitie cijfers | Noodcompetitie cijfers   | Noodcompetitie cijfers | Noodcompetitie cijfers | Noodcompetitie cijfers | Noodcompetitie cijfers |
| Wedstrijden            | Gewonnen               | Gelijk                 | Verloren               | Punten (2 puntensysteem) | Doelpunten voor        | Doelpunten tegen       | Seizoenen              |                        |
| ---------------------- | ---------------------- | ---------------------- | ---------------------- | ------------------------ | ---------------------- | ---------------------- | ---------------------- | ---------------------- |
| 16                     | 10                     | 2                      | 4                      | 32 (22)                  | 47                     | 28                     | 1                      |                        |

##### Totaal
| 744 | 366 | 120 | 258 | 1218 (851) | 1595 | 1262 | 44 |

#### KNVB Beker
| KNVB Beker statistieken       | KNVB Beker statistieken |
| ----------------------------- | --- |
| Beste klassering              | Winnaar (2013/14) |
| Slechtste klassering          | Groepsfase: (1942/43; 1965/66; 1967/68; 1997/98) 1e ronde: (1910/11; 1914/15; 1920/21; 1924/25; 1925/26; 1947/48; 1963/64; 1964/65; 1968/69; 1969/70; 1970/71; 1971/72; 1977/78) 2e ronde: (1982/83; 1991/92; 1993/94; 2006/07; 2008/09; 2015/16) 4e ronde: (1935/36) |
| Grootste overwinning          | PEC Zwolle – VV Drachten (13 – 0; 1998/99) |
| Grootste nederlaag            | Ajax – PEC Zwolle (8 – 3; 1971/72) |
| Meest doelpuntrijke wedstrijd | PEC – VV Wijhe (12 – 2; 1936/37) |

| KNVB Beker cijfers                                                                        | KNVB Beker cijfers | KNVB Beker cijfers | KNVB Beker cijfers | KNVB Beker cijfers | KNVB Beker cijfers | KNVB Beker cijfers | KNVB Beker cijfers | KNVB Beker cijfers |
| Wedstrijden                                                                               | Gewonnen           | Gelijk             | Verloren           | Doelpunten voor    | Doelpunten tegen   | Seizoenen          |                    |                    |
| ----------------------------------------------------------------------------------------- | ------------------ | ------------------ | ------------------ | ------------------ | ------------------ | ------------------ | ------------------ | ------------------ |
| 234                                                                                       | 119                | 25                 | 90                 | 521                | 407                | 87                 |                    |                    |
| Tabel voor het laatst bijgewerkt tot de wedstrijd N.E.C. – PEC Zwolle op 29 oktober 2024. |                    |                    |                    |                    |                    |                    |                    |                    |

#### Supercup
| Supercup statistieken | Supercup statistieken              |
| --------------------- | ---------------------------------- |
| Deelnames             | 1× (2014/15)                       |
| Beste klassering      | Winnaar (2014/15)                  |
| Slechtste klassering  | –                                  |
| Grootste overwinning  | PEC Zwolle – Ajax (1 – 0; 2014/15) |
| Grootste nederlaag    | –                                  |

| Supercup cijfers                                                                            | Supercup cijfers | Supercup cijfers | Supercup cijfers | Supercup cijfers | Supercup cijfers | Supercup cijfers | Supercup cijfers | Supercup cijfers |
| Wedstrijden                                                                                 | Gewonnen         | Verloren         | Doelpunten voor  | Doelpunten tegen |                  |                  |                  |                  |
| ------------------------------------------------------------------------------------------- | ---------------- | ---------------- | ---------------- | ---------------- | ---------------- | ---------------- | ---------------- | ---------------- |
| 1                                                                                           | 1                | 0                | 1                | 0                |                  |                  |                  |                  |
| Tabel voor het laatst bijgewerkt tot de wedstrijd PEC Zwolle – AFC Ajax op 3 augustus 2014. |                  |                  |                  |                  |                  |                  |                  |                  |

### Internationaal

#### UEFA Europa League
| UEFA Europa League statistieken | UEFA Europa League statistieken                          |
| ------------------------------- | -------------------------------------------------------- |
| Deelnames                       | 1× (2014/15)                                             |
| Beste klassering                | Play-off ronde (2014/15)                                 |
| Slechtste klassering            | Play-off ronde (2014/15)                                 |
| Grootste overwinning            | Geen                                                     |
| Grootste nederlaag              | 3 – 1 (Sparta Praag – PEC Zwolle; Europa League 2014/15) |

| UEFA Europa League cijfers                                                                       | UEFA Europa League cijfers | UEFA Europa League cijfers | UEFA Europa League cijfers | UEFA Europa League cijfers | UEFA Europa League cijfers | UEFA Europa League cijfers | UEFA Europa League cijfers | UEFA Europa League cijfers |
| Wedstrijden                                                                                      | Gewonnen                   | Gelijkspel                 | Verloren                   | Doelpunten voor            | Doelpunten tegen           |                            |                            |                            |
| ------------------------------------------------------------------------------------------------ | -------------------------- | -------------------------- | -------------------------- | -------------------------- | -------------------------- | -------------------------- | -------------------------- | -------------------------- |
| 2                                                                                                | 0                          | 1                          | 1                          | 2                          | 4                          |                            |                            |                            |
| Tabel voor het laatst bijgewerkt tot de wedstrijd Sparta Praag – PEC Zwolle op 28 augustus 2014. |                            |                            |                            |                            |                            |                            |                            |                            |

## Records
| Club records                                         | Club records                                                                    |
| ---------------------------------------------------- | ------------------------------------------------------------------------------- |
| Afgeleverde topscorers                               | Herman Heskamp (1e, 1974/75) Santi Kolk (1e, 2005/06) Lennart Thy (1e, 2022/23) |
| Meeste doelpunten voor in één seizoen                | 99 (1e, 2022/23)                                                                |
| Minste doelpunten tegen in één seizoen               | 26 (1e, 1976/77)                                                                |
| Meeste toeschouwers in één wedstrijd                 | 14.000 (Ere, 2018/19)                                                           |
| Meeste gemiddelde aantal toeschouwers in één seizoen | 13.482 (Ere, 2018/19)                                                           |
| Minste gemiddelde aantal toeschouwers in één seizoen | 1.461 (1e, 1990/91)                                                             |

| Persoonlijke records                      | Persoonlijke records                                            |
| ----------------------------------------- | --------------------------------------------------------------- |
| Meest gespeelde competitiewedstrijden     | Albert van der Haar (455)                                       |
| Meest gespeelde bekerwedstrijden          | Bram van Polen (40)                                             |
| Meest gescoorde competitiedoelpunten      | Leo Koopman (129)                                               |
| Meest gescoorde beker doelpunten          | Leo Koopman (11) Dirk Jan Derksen (11)                          |
| Meest gescoorde doelpunten in één seizoen | Dirk Jan Derksen (28; 1e, 1999/00) Sjoerd Ars (28; 1e, 2010/11) |
| Trainer met de meeste wedstrijden         | Jan Everse (203)                                                |

## Overzichtslijsten

### Meeste officiële wedstrijden
De volgende spelers speelden ten minste 100 officiële wedstrijden voor PEC Zwolle.
| Naam                  | Positie      | Totaal | Competitie | Beker | Supercup | Europa | Nacompetitie |
| --------------------- | ------------ | ------ | ---------- | ----- | -------- | ------ | ------------ |
| Bram van Polen        | Verdediger   | 512    | 454        | 40    | 1        | 2      | 15           |
| Albert van der Haar*  | Verdediger   | 488    | 455        | 18    | 0        | 0      | 15           |
| Diederik Boer         | Doelman      | 382    | 337        | 25    | 1        | 2      | 17           |
| Arne Slot             | Middenvelder | 330    | 266        | 34    | 0        | 0      | 30           |
| Henk Timmer           | Doelman      | 296    | 285        | 6*    | 0        | 0      | 5*           |
| René IJzerman*        | Middenvelder | 291    | 291        | –     | 0        | 0      | –            |
| Marco Roelofsen       | Middenvelder | 245    | 245        | –     | 0        | 0      | –            |
| Mustafa Saymak        | Middenvelder | 234    | 209        | 22    | 2        | 1      | 2            |
| Edwin Duim            | Middenvelder | 210    | 210        | –     | 0        | 0      | –            |
| Claus Boekweg         | Verdediger   | 210    | 210        | –     | 0        | 0      | –            |
| Harry Sinkgraven      | Verdediger   | 206    | 206        | –     | 0        | 0      | –            |
| Arjan Bosschaart      | Aanvaller    | 201    | 201        | –     | 0        | 0      | –            |
| Alex Booij            | Middenvelder | 197    | 197        | –     | 0        | 0      | –            |
| Bart van Hintum       | Verdediger   | 193    | 167        | 19    | 2        | 1      | 4            |
| Martin Reijnders      | Aanvaller    | 189    | 189        | –     | 0        | 0      | –            |
| Ryan Thomas           | Middenvelder | 186    | 165        | 16    | 1        | 2      | 2            |
| Dominggus Lim-Duan*   | Middenvelder | 177    | 168        | 6     | 0        | 0      | 3            |
| Peter van der Hengst* | Aanvaller    | 170    | 170        | –     | 0        | 0      | 0            |
| Johan Hansma          | Verdediger   | 169    | 169        | –     | 0        | 0      | –            |
| Thomas Lam            | Verdediger   | 169    | 155        | 11    | 0        | 0      | 3            |
| Remco Schol           | Verdediger   | 167    | 167        | –     | 0        | 0      | –            |
| Gerard van Moorst*    | Verdediger   | 165    | 165        | –     | 0        | 0      | –            |
| Richard Roelofsen     | Aanvaller    | 164    | 164        | –     | 0        | 0      | –            |
| Robert Wijnands       | Verdediger   | 162    | 162        | –     | 0        | 0      | –            |
| Etiënne Reijnen       | Verdediger   | 161    | 148        | 8     | 0        | 0      | 5            |
| Rinus Israël          | Verdediger   | 160    | 160        | –     | 0        | 0      | –            |
| Erik Bakker           | Middenvelder | 160    | 144        | 11    | 0        | 0      | 5            |
| Ype Hamming*          | Verdediger   | 158    | 158        | –     | 0        | 0      | –            |
| Ron Jans*             | Aanvaller    | 157    | 157        | –     | 0        | 0      | –            |
| Eric Botteghin        | Verdediger   | 153    | 140        | 6     | 0        | 0      | 7            |
| Henk Post             | Doelman      | 150    | 140        | 6     | 0        | 0      | 4            |
| Jesper Drost          | Middenvelder | 146    | 127        | 14    | 0        | 2      | 3            |
| Klaas Drost*          | Verdediger   | 144    | 144        | –     | 0        | 0      | –            |
| Gert Abma             | Doelman      | 144    | 144        | –     | 0        | 0      | –            |
| Johan van der Werff   | Doelman      | 143    | 130        | 13    | 0        | 0      | –            |
| Darryl Lachman        | Verdediger   | 140    | 124        | 16    | 0        | 0      | 0            |
| Gerald van den Belt   | Aanvaller    | 138    | 138        | –     | 0        | 0      | –            |
| Alex Kamstra          | Verdediger   | 138    | 138        | –     | 0        | 0      | –            |
| Jan Hendriksen*       | Middenvelder | 137    | 137        | –     | 0        | 0      | –            |
| Kingsley Ehizibue     | Verdediger   | 134    | 121        | 10    | 0        | 0      | 3            |
| Ad Raven              | Doelman      | 133    | 133        | –     | 0        | 0      | –            |
| Lennart Thy           | Aanvaller    | 133    | 129        | 4     | 0        | 0      | 0            |
| Jan van Raalte        | Middenvelder | 130    | 130        | –     | 0        | 0      | –            |
| André de Ridder       | Middenvelder | 127    | 127        | –     | 0        | 0      | –            |
| Henri van der Vegt    | Middenvelder | 123    | 123        | –     | 0        | 0      | –            |
| Jesper Drost          | Middenvelder | 122    | 103        | 14    | 2        | 1      | 2            |
| Bert Konterman        | Verdediger   | 121    | 121        | –     | 0        | 0      | –            |
| Stefan Nijland        | Aanvaller    | 119    | 107        | 9     | 1        | 2      | 0            |
| Dennis van der Wal    | Verdediger   | 116    | 113        | 3     | 0        | 0      | –            |
| Henk van Steeg        | Middenvelder | 115    | 115        | –     | 0        | 0      | –            |
| Sam Kersten           | Verdediger   | 114    | 110        | 4     | 0        | 0      | 0            |
| Eliano Reijnders      | Verdediger   | 112    | 105        | 7     | 0        | 0      | 0            |
| Chris Riemens         | Aanvaller    | 107    | 107        | –     | 0        | 0      | –            |
| Kenneth Paal          | Verdediger   | 105    | 99         | 6     | 0        | 0      | 0            |
| Frank Veldwijk        | Verdediger   | 103    | 103        | 0*    | 0        | 0      | 0            |
| Younes Namli          | Middenvelder | 103    | 95         | 8     | 0        | 0      | 0            |
| Rick Dekker           | Middenvelder | 102    | 91         | 8     | 0        | 1      | 2            |
| Jasper Schendelaar    | Doelman      | 100    | 99         | 1     | 0        | 0      | 0            |

* Van deze speler missen enkele statistieken

Dikgedrukt is nog steeds actief

### Meeste doelpunten
De volgende spelers scoorden ten minste 25 doelpunten voor PEC Zwolle.
| Naam                 | Positie      | Totaal | Competitie | Nacompetitie | Play-offs | Beker | Supercup | Europa |
| -------------------- | ------------ | ------ | ---------- | ------------ | --------- | ----- | -------- | ------ |
| Leo Koopman*         | Aanvaller    | 139    | 128        | 0            | 0         | 11    | 0        | 0      |
| Joop Schuman*        | Aanvaller    | 114    | 114        | 0            | 0         | –     | 0        | 0      |
| Herman Heskamp       | Aanvaller    | 96     | 89         | 2            | 0         | 5     | 0        | 0      |
| Arne Slot            | Middenvelder | 82     | 73         | 0            | 0         | 9     | 0        | 0      |
| Peter van der Hengst | Aanvaller    | 57     | 50         | 0            | 0         | 7     | 0        | 0      |
| Richard Roelofsen    | Aanvaller    | 54     | 45         | 0            | 0         | 9     | 0        | 0      |
| Lennart Thy          | Aanvaller    | 53     | 51         | 0            | 0         | 2     | 0        | 0      |
| Ron Jans             | Aanvaller    | 51     | 44         | 0            | 0         | 7     | 0        | 0      |
| Arjan Bosschaart     | Aanvaller    | 51     | 42         | 0            | 0         | 9     | 0        | 0      |
| Jan Hoogendoorn      | Aanvaller    | 46     | 42         | 3            | 0         | 1     | 0        | 0      |
| Jan Bruin            | Aanvaller    | 45     | 38         | 0            | 0         | 7     | 0        | 0      |
| Dirk Jan Derksen     | Aanvaller    | 43     | 32         | 0            | 0         | 11    | 0        | 0      |
| Koko Hoekstra        | Aanvaller    | 41     | 37         | 2            | 0         | 2     | 0        | 0      |
| Albert van der Haar  | Verdediger   | 40     | 38         | 0            | 0         | 2     | 0        | 0      |
| Lody Kragt           | Aanvaller    | 39     | 37         | 2            | 0         | 0     | 0        | 0      |
| Martin Reijnders     | Aanvaller    | 39     | 31         | 0            | 0         | 8     | 0        | 0      |
| Mustafa Saymak       | Middenvelder | 38     | 36         | 0            | 0         | 2     | 0        | 0      |
| Bram van Polen       | Verdediger   | 38     | 34         | 0            | 1         | 3     | 0        | 0      |
| Remco Boere          | Aanvaller    | 37     | 35         | 0            | 0         | 2     | 0        | 0      |
| Marco Roelofsen      | Middenvelder | 37     | 33         | 0            | 0         | 4     | 0        | 0      |
| Rini van Roon        | Aanvaller    | 32     | 31         | 0            | 0         | 1     | 0        | 0      |
| Dominggus Lim-Duan   | Middenvelder | 31     | 26         | 0            | 0         | 5     | 0        | 0      |
| Jan Koops            | Verdediger   | 29     | 29         | 0            | 0         | 0     | 0        | 0      |
| Sjoerd Ars           | Aanvaller    | 29     | 28         | 0            | 0         | 1     | 0        | 0      |
| Jan Rorije           | Aanvaller    | 29     | 27         | 1            | 0         | 1     | 0        | 0      |
| Yuri Banhoffer*      | Aanvaller    | 29     | 25         | 0            | 0         | 4     | 0        | 0      |
| Puck van der Horst   | Verdediger   | 28     | 28         | 0            | 0         | 0     | 0        | 0      |
| Claus Boekweg        | Verdediger   | 28     | 24         | 0            | 0         | 4     | 0        | 0      |
| Gerald van den Belt  | Aanvaller    | 27     | 24         | 0            | 0         | 3     | 0        | 0      |
| Ignacio Tuhuteru     | Aanvaller    | 27     | 22         | 0            | 0         | 5     | 0        | 0      |
| Anton Jongsma        | Aanvaller    | 26     | 26         | 0            | 0         | 0     | 0        | 0      |
| Freek Schutten       | Middenvelder | 25     | 25         | 0            | 0         | 0     | 0        | 0      |
| Benny Carelsz        | Middenvelder | 25     | 25         | 0            | 0         | 0     | 0        | 0      |
| Danny Schreurs       | Aanvaller    | 25     | 25         | 0            | 0         | 0     | 0        | 0      |
| Youness Mokhtar      | Aanvaller    | 25     | 19         | 0            | 0         | 6     | 0        | 0      |

* Van deze speler missen enkele statistieken

Dikgedrukt is nog steeds actief

## Internationals
PEC/ PEC Zwolle/ PEC Zwolle heeft sinds de oprichting twee spelers afgeleverd aan het Nederlands elftal. De laatste speler die het Oranje-shirt heeft mogen dragen is Piet Schrijvers in 1984. Wel heeft de club verschillende (ex)-internationals onder contract gehad.
Onderstaande spelers hebben voor, na of tijdens hun loopbaan bij PEC/ PEC Zwolle/ FC Zwolle één of meerdere wedstrijden gespeeld voor het nationale elftal van zijn land.
| Nederlandse internationals | Nederlandse internationals | Nederlandse internationals | Nederlandse internationals |
| Periode                    | Naam                       | Interlands                 | Bij PEC Zwolle             |
| -------------------------- | -------------------------- | -------------------------- | -------------------------- |
| 1937                       | Lulof Heetjans             | 1                          | 1                          |
| 1956                       | Gerrit Voges               | 2                          | 0                          |
| 1964–1965                  | Hennie van Nee             | 5                          | 0                          |
| 1964–1974                  | Rinus Israël               | 47                         | 0                          |
| 1967–1968                  | Henk Warnas                | 5                          | 0                          |
| 1971–1984                  | Piet Schrijvers            | 46                         | 5                          |
| 1973–1981                  | Johnny Rep                 | 42                         | 0                          |
| 1974–1975                  | René Notten                | 5                          | 0                          |
| 1981–1983                  | Cees van Kooten            | 9                          | 0                          |
| 1974–1978                  | Wim Rijsbergen             | 28                         | 0                          |
| 1989                       | Frank Berghuis             | 1                          | 0                          |
| 1996–2004                  | Jaap Stam                  | 67                         | 0                          |
| 1999–2000                  | Bert Konterman             | 12                         | 0                          |
| 2005–2009                  | Henk Timmer                | 7                          | 0                          |
| 2008–2010                  | Dirk Marcellis             | 3                          | 0                          |
| 2009–2010                  | Wout Brama                 | 3                          | 0                          |

| Buitenlandse internationals | Buitenlandse internationals | Buitenlandse internationals | Buitenlandse internationals |
| Periode                     | Naam                        | Interlands                  | Bij PEC Zwolle              |
| --------------------------- | --------------------------- | --------------------------- | --------------------------- |
| 1965                        | Zlatko Dračić               | 1                           | 0                           |
| 1973                        | John Frandsen               | 1                           | 0                           |
| 1975                        | Henk Liotart                | 4                           | 0                           |
| 1987–1996                   | Yuxin Xie                   | 120                         | 0                           |
| 1988–1990                   | Mustafa Yücedağ             | 8                           | 0                           |
| 1991–1997                   | Bernard Aryee               | 8                           | 2                           |
| 1994–2003                   | Jussi Nuorela               | 20                          | 5                           |
| 1995–2005                   | Ǵorǵi Hristov               | 48                          | 3                           |
| 1995–2006                   | Gregg Berhalter             | 44                          | 0                           |
| 1999–2004                   | Rahim Ouédraogo             | 21                          | 0                           |
| 2001–2010                   | Paulus Roiha                | 20                          | 5                           |
| 2001–heden                  | Súni Olsen                  | 46                          | 6                           |
| 2003                        | Albert Yobo                 | 1                           | 1                           |
| 2003–2004                   | David Rasmussen             | 3                           | 0                           |
| 2004                        | Petri Oravainen             | 2                           | 0                           |
| 2008–heden                  | Niklas Moisander            | 47                          | 1                           |
| 2008–heden                  | Tomáš Necid                 | 31                          | 5                           |
| 2008–2010 2011–heden        | Anton Jongsma Anton Jongsma | 4 5                         | 1 0                         |
| 2009–heden                  | Denni Avdić                 | 1                           | 0                           |
| 2011–heden                  | Mateusz Klich               | 10                          | 8                           |
| 2012–heden                  | Ivan Tsvetkov               | 1                           | 0                           |
| 2012–heden                  | Kamohelo Mokotjo            | 2                           | 1                           |
| 2012–heden                  | Rúnar Már Sigurjónsson      | 1                           | 0                           |
| 2012–heden                  | Eli Babalj                  | 2                           | 0                           |
| 2013–heden                  | Norair Mamedov              | 5                           | 0                           |
| 2013–heden                  | Ryan Thomas                 | 4                           | 4                           |
| 2014–heden                  | Trent Sainsbury             | 10                          | 10                          |
| 2014–heden                  | Jody Lukoki                 | 2                           | 2                           |
| 2015–heden                  | Thomas Lam                  | 1                           | 1                           |